# Olympic Channel
Olympic Channel è un servizio di internet TV over-the-top fornito dal Comitato Olimpico Internazionale (CIO). È stato lanciato il 21 agosto 2016, in concomitanza della chiusura dei Giochi della XXXI Olimpiade. Il servizio punta a mantenere alto, per tutto l'anno, l'interesse nel movimento olimpico, attraverso una vetrina di atleti olimpici e competizioni al di fuori dei giochi olimpici.
Il CIO ha concepito Olympic Channel con un'ottica internazionale, ma ha anche pianificato di collaborare con i Comitati olimpici nazionali e con i detentori dei diritti TV per creare versioni locali e servizi lineari. Il primo di questi è stato lanciato negli Stati Uniti nel luglio 2017.

## Obiettivi
Il principale obiettivo del servizio è di promuovere l'interesse negli sport olimpici per tutto l'anno e non solo durante le manifestazioni olimpiche estive ed invernali, specialmente presso un pubblico giovane; esso conterrà sia un'ampia copertura di competizioni di sport olimpici sia programmi di varia durata dedicati agli atleti olimpici. Inizialmente il servizio sarà trasmesso in inglese, con sottotitoli disponibili in altre nove lingue. Yiannis Exarchos, supervisore dell'Olympic Channel e direttore degli Olympic Broadcasting Services, ha affermato che la programmazione si concentrerà principalmente sulle vite personali degli atleti.

## Storia
Il presidente del CIO Thomas Bach, che aveva già proposto l'idea di un canale televisivo dedicato alle Olimpiadi nel 1994 quando era un subalterno del CIO, affermò che il servizio sarebbe stato "l'inizio di un nuovo eccitante viaggio per connettere il pubblico mondiale del globo con il Movimento olimpico durante tutto l'anno". Per Olympic Channel, che ha sede a Madrid, è stato stanziato un budget iniziale di 600 milioni di dollari per 7 anni. La piattaforma di streaming è fornita da Playmaker Media, una divisione di NBC Sports Group.

## Versioni lineari

### Stati Uniti
In una riunione di marzo 2017, il presidente dell'NBC Olympics Gary Zenkel ha affermato che la NBC Universal avrebbe lanciato una versione locale dell'Olympic Channel negli Stati Uniti, sotto forma di canale televisivo lineare, entro la fine dell'anno. La versione americana dell'Olympic Channel è stata lanciata il 15 luglio 2017, in sostituzione di Universal HD — quest'ultimo si occupava già della copertura addizionale degli sport olimpici, in seguito alla chiusura di Universal Sports nel 2015.

### Medio Oriente e Nord Africa
Il 4 settembre 2017 il CIO ha annunciato una collaborazione con beIN Sports per produrre un Olympic Channel lineare per la regione del Medio Oriente e Nord Africa, che è stato poi lanciato il 1º novembre 2017. Per annunciare la nuova emittente, il network ha trasmesso un blocco giornaliero della programmazione di Olympic Channel sul suo canale principale.

### Cina
A gennaio 2019, l'agenzia di stampa Voice of China ha annunciato la nascita, nel corso dell'anno, di una versione locale di Olympic Channel, sotto il marchio CCTV-16.